# Stelis neudeckeri
Stelis neudeckeri är en orkidéart som beskrevs av Carlyle August Luer och Dodson. Stelis neudeckeri ingår i släktet Stelis och familjen orkidéer. Inga underarter finns listade i Catalogue of Life.